# Toleranzbethaus Rybníky

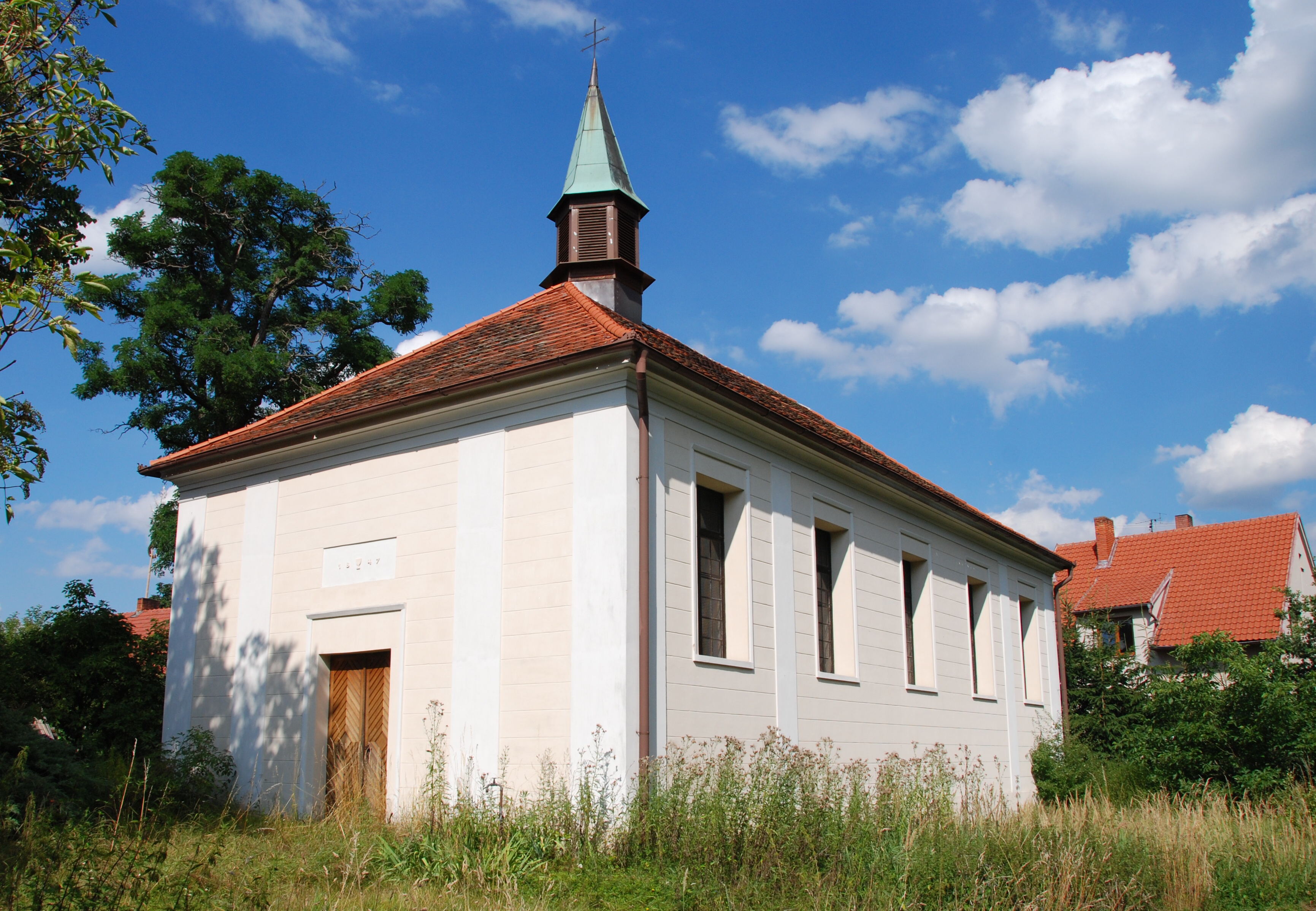
Ehem. Toleranzbethaus Rybníky

Das Toleranzbethaus ist ein ehemaliges evangelisches Kirchengebäude in Rybníky (deutsch Rybnik), einer Gemeinde im Okres Příbram in Tschechien.

## Geschichte
Nach dem Toleranzpatent des Kaisers Joseph II. bildete sich 1782 in Rybnik zunächst eine Filialgemeinde der Evangelischen Salvatorkirche in Prag. Im Jahre 1846, als im Ort neun protestantische Familien des Augsburgischen Bekenntnisses ansässig waren, fiel der Entschluss zum Bau einer der letzten Toleranzkirchen. Der Kirchenbau, eine einfache rechteckige Saalkirche mit Walmdach und einem kleinen Firstdachreiter wurde am 28. September 1847 durch den Superintendenten Jakob Benesch geweiht. 1852 entstand nördlich des Dorfes der evangelische Friedhof, 1854 wurde die Filialgemeinde Rybnik zur selbständigen Evangelischen Kirchgemeinde erhoben. Die Gemeinde gehörte zunächst der Evangelische Superintendentur A. B. Böhmen und seit 1918 als Filialkirche von Dobříš der Evangelischen Kirche der Böhmischen Brüder an. 2006 wurde das Kirchengebäude profaniert.